# Ritterschaftshauptmann
Der Ritterschaftshauptmann war ungefähr zwischen 1600 und 1918 Vorsitzender einer Ritterschaft im Baltikum. Diese Stellung war mitunter auch gleichzeitig mit dem Amt des Landgerichtsvorsitzenden verbunden. In den ehemaligen Ostseegouvernementen Livland und Kurland, dem Landkreis Oesel sowie dem heutigen Estland unterschieden sich die Ritterschaften in den Angelegenheiten des Landes. Die Selbstverwaltung wurde in Stadt und Land unterschiedlich ausgeübt. Die Interessen der Städte vertraten der Stadtrat und die Gilden, die Interessen des Landes vertraten die Ritterschaften. Der Repräsentant der jeweiligen Ritterschaften hieß in Estland Ritterschaftshauptmann, in Livland und auf der Insel Oesel Landmarschall und in Kurland Landesbevollmächtigter.

## Selbstverwaltung
Das höchste Gremium in den unterschiedlichen Ländern war der Landtag, er fasste die Beschlüsse. Die Ritterschaften waren Verantwortlich für die Bereiche Justiz, Polizei, Behörden, Kirchspiel, Schulwesen, Post und Straßen- und Wegebau. Darüber hinaus verwalteten und unterhielten sie Kirchen, Schulen, Krankenhäuser und Stiftungen. Die Selbstverwaltung wurde in einem erheblichen Maße durch freiwillige Selbstbesteuerung finanziert. „Jede Provinz ist in Landkreise aufgeteilt. Landräte und Kreisdeputierte bilden die Entscheidungsgremien zwischen den Landtagen. In Livland wird die Ritterschaft außerdem durch den residierenden Landrat in der Landeshauptstadt Riga vertreten. In Estland bilden die Landräte zugleich das oberste Landesgericht.“

## Ritterschaften
Zu den Ritterschaften gehörten die Angehörigen des niederen Adels, die rittermäßige Besitzungen (Rittergüter) hatten und als Teil der Landstände die Ritterschaft auf den Landtagen bildeten. Die Ritterschaften der vier deutschbaltischen Ritterschaften, die Estländische Ritterschaft, die Kurländische Ritterschaft, die Livländische Ritterschaft und die Oeselsche Ritterschaft sind heute im Verband der Baltischen Ritterschaften zusammengeschlossen.

### Estländische Ritterschaft und Ritterschaftshauptmann
Die Estländische Ritterschaft war von der zweiten Hälfte des 16. Jahrhunderts bis 1920 der politische und rechtliche Zusammenschluss des deutschbaltischen Adels, bedingt durch ihre Privilegien waren sie die herrschende Schicht des Landes. Sie hatte ihren Sitz auf dem Domberg zu Reval und stellten zwei gewählte Berater ab, die als Regierungsräte bei der schwedischen Staatsmacht vertreten waren. Die Ritterschaften bildeten einen Landtag, der regelmäßig tagte, den Vorsitz der Ritterschaft hatte der Ritterschaftshauptmann inne, der vom Landtag für eine Dauer von drei Jahren gewählt wurde. Ihm stand ein Ritterschaftsausschuss zur Seite, der aus je drei Kreisdeputierten der vier Kreise des Landes bestand. Ritterschaftshauptmann und Ritterschaftsausschuss waren für die Verwaltung der Angelegenheiten der Selbstverwaltung zuständig und damit die Exekutive der Selbstverwaltung Estlands.

### Kurländische Ritterschaft und Landesbevollmächtigter
Die Kurländische Ritterschaft bestand ursprünglich aus zwei Ritterschaften, die im Jahre 1809 vereinigt wurde. Sie stellten keine Ritterschaftshauptmänner, sondern einen ehrenamtlichen Landesbevollmächtigten, dieser nahm staatliche und ständische Aufgaben war und war Regierungsvertreter des Herzogs von Kurland. Das Ritterhaus hatte seinen Sitz in der Stadt Mitau. Nach dem Großen Nordischen Krieg 1077–1721 zwischen Schweden und Russland sicherte der russische Zar Peter der Große (1682/89–1725) 1721 den Städten und den Ritterschaften Privilegien zu, die zur autonomen Selbstverwaltung in Stadt und Land führten.
Die Kurländische Ritterschaft nahm staatliche und ständische Aufgaben wahr und wurde durch den ehrenamtlichen Landesbevollmächtigten repräsentiert. „Unter Führung des Landbotenmarschalls versammelten sich die durch den Besitz eines Rittergutes legitimierten Angehörigen der Kurländischen Ritterschaft alle drei Jahre zur Beschlussfassung auf dem Landtag in Mitau; zwischenzeitlich entschied das Gremium der ‚Brüderlichen Konferenz‘ durch Kirchspielsdelegierte über Angelegenheiten, die keinen Aufschub duldeten.“ Die Rittergutsbesitzer, die durch den Landesbevollmächtigten vertreten wurden, übernahmen die Kosten zur Unterhaltung von Schulen, Straßen, für die Gesundheitsfürsorge, die Fürsorge (auch der lettischen Bevölkerung), die Seminare zur Ausbildung lettischer Lehrer wurden durch freiwillige Umlagen der Rittergutsbesitzer aufgebracht.

### Livländische Ritterschaft und Landmarschall
Von der zweiten Hälfte des 16. Jahrhunderts bis 1920 war auch die Livländische Ritterschaft der politische und rechtliche Zusammenschluss der deutschbaltischen Adelsfamilien. Die Livländische Ritterschaft hatte ihren Sitz von 1755 bis 1865 im „Alten Ritterhaus“ sowie von 1862 bis 1920 im 1862 neuerrichteten „Ritterhaus“ in Riga.
In Livland wurde seit 1602 die Tradition der Selbstverwaltung erhalten. „Zwar hatte die livländische Ritterschaft bei Verhandlungen mit Schweden 1602 die Zusage der korporativen Rechte der harrisch-wierischen Ritterschaft erlangt, doch wurden 1634 die korporativen Rechte des livländischen Adels aus der Zeit vor der polnischen Herrschaft restituiert.“ 1634 erhielt die livländische Ritterschaft das Recht, einen Ritterschaftshauptmann („Landmarschall“) zu wählen. 1643 wurde ein sechsköpfiger Landesrat („Landratskollegium“) nach estländischem Muster eingerichtet. 1648 wurde die Zahl der Landräte auf zwölf erhöht. 1694 wurde das livländische Landratskollegium, das aus schwedischer Sicht eine königliche Gnadengabe und damit schwedische Einrichtung war aufgehoben. Zu den Landtagen durfte sich – nach schwedischem Vorbild – nur noch der landbesitzende Adel versammeln. Der Ritterschaftshauptmann, der als „Landmarschall“ tituliert wurde, wurde in der Folge vom Generalgouverneur ernannt. Die Aufgaben des livländischen Landratskollegiums bestanden in der Aufsicht über die Umsetzung der Landtagsbeschlüsse und die allgemeine Wohlfahrt des Landes.

### Oeselsche Ritterschaft und Landmarschall
Die Oeselsche Ritterschaft hatte ihren Sitz „Ritterhaus“ in Arensburg. Von 1655 bis 1753 stand der Ritterschaft ein Ritterschaftshauptmann voran, ab dem Jahr 1753 bis zur Auflösung wurde die Oeselsche Ritterschaft durch einen Landmarschall geführt. Seine Berufung und Aufgabenstellung unterschied sich nicht wesentlich von den übrigen Institutionen der baltischen Ritterschaften.

## Aus einem Bericht des Landtages (Beispiel)
„Reval, den 24. Februar.
Wir werden in unseren Berichten über den diesjährigen Landtag, der leichtern Uebersicht zu Gute, diejenigen Gegenstände, welche vor die versammelte Ritterschaft gebracht worden sind, von denen welche die Esthländische adlige Credit-Casse anlangten, scheiden…Der jedesmalige Landtag wird durch eine von dem Ritterschaftshauptmann abgelegte Rechenschaft über seine 3jährige Amtsführung und die Verwaltung der Ritter-Casse eingeleitet…Während der letztdreijährigen Verwaltung Sr. Excellenz des Herrn Ritterschaftshauptmanns von Patkull ist die Ritterschaftliche Schuld um die beträchtliche Summe von über 58,000 R.B.U. getilgt worden. – Nach der Wahl des Ritterschaftshauptmanns folgt, der Landtagsordnung gemäß, sogleich, bei sich vorfindener Vacanz, die der Landräthe. Es waren diesmal im Collegio zwei erledigte Stellen, welche, nachdem der Herr Ritterschaftshauptmann nach Beibehaltung seines Amtes von sich eine gleichzeitige Wahl zum Landrath abgelehnt hatte, durch den bisherigen Ritterschaftssecretair, Collegien-Assessor und Ritter Eduard von Fock auf Sagga (Gaggad?) und den gewählten ManngerichtsAssessor z.Z. Mitglied des Ritterschaftlichen Ausschusses Baron Friedrich von Dellinghausen auf Tois etc. etc. besetzt wurden. Ersterer erbot sich bereitwillig, während dieses Landtages annoch sich dem Geschäft eines Ritterschafts-Secretairs, das er achtzehn Jahre hindurch mit Auszeichnung ausgeübt hatte, zu unterziehen, welches von der Versammlung dankbar angenommen wurde. Die versammelte Esthländische Ritterschaft ersuchte zugleich ihren Ritterschaftshauptmann, Sr. Excellenz dem Herrn Landrath von Fock, in Anerkennung seines Verdienstes, ihren Dank für seine bisherige treue und thätige Geschäftsführung abzustatten.“